# Patrice Ferri
Pour les articles homonymes, voir Ferri.
Patrice Ferri, né le 19 juillet 1963 à Lyon, est un footballeur français, reconverti en entraîneur et consultant.

## Biographie

### Carrière en Ligue 1
Bien que natif de Lyon, Patrice Ferri voue durant son enfance une grande admiration au rival stéphanois qui connait alors ses plus belles années. À 17 ans, fort de deux essais concluants à l'Olympique lyonnais et à l'AS Saint-Étienne, il choisit de rejoindre l'équipe stéphanoise dans laquelle il achève sa formation. Il joue son premier match professionnel durant la saison 1982-1983, en remplacement d'Yves Colleu contre Bastia. Il passe sept saisons dans le Forez. Il joue ensuite au RC Strasbourg, à l'AS Cannes, au SC Toulon et à l'Olympique lyonnais. 

### L'aventure nord-américaine
Alors qu'il lui reste une année de contrat avec le club rhodanien, Patrice Ferri entre en contact par l'intermédiaire d'un journaliste de Onze Mondial avec l'Impact de Montréal. Il rejoint alors la franchise québécoise en 1993, alors engagée en APSL, ligue nouvellement créée équivalente au premier niveau de l'échelle du soccer nord-américaine. Sur le point d'accueillir la coupe du monde, les États-Unis sont alors à la demande de la FIFA en train de re-professionnaliser à l'échelle continentale leur championnat. Durant deux saisons, il devient le capitaine et un joueur marquant de l'équipe avec qui il remporte le championnat en 1994,. 
Au total, Patrice Ferri dispute 199 matchs en Division 1 et 62 matchs en Division 2.

### Reconversion
De 1996 à 2001, Patrice Ferri est responsable de la promotion football de Nike France, où il gère des contrats de joueurs comme Thierry Henry, Lilian Thuram, Patrick Vieira ou Bixente Lizarazu. En novembre 1996, il termine sa carrière de footballeur à l'AS Poissy avant d'en devenir l'entraîneur entre 1997 et 1999 en CFA 2. En 2002, il est rappelé au poste d'entraîneur par le club yvelinois, alors en CFA, après le limogeage d'Eric Dewilder. En 2004, il quitte Poissy et embrasse une carrière de consultant sur TPS. En 2007, après le rachat de TPS par Canal+, Patrice Ferri rejoint la chaîne cryptée et commente principalement le championnat d'Angleterre.
En 2012, il rejoint la chaîne sportive beIN Sports où il commente les affiches de Ligue 1, Ligue des Champions, Ligue Europa, Coupe de la Ligue anglaise ou de Coupe d'Angleterre. Il présente également le Multiligue 1 le samedi de 19h à 22h avec Smail Bouabdellah lors de la saison 2013-2014. Il commente des matchs de la coupe du monde 2014 en compagnie de Julien Brun, des matchs de l'Euro 2016 en compagnie de Philippe Genin et Xavier Domergue et des matchs de la coupe du monde 2018 avec Xavier Domergue.

## Carrière de joueur
- 1981-1988 : AS Saint-Étienne  France
- 1988-nov. 1988 : RC Strasbourg  France
- nov. 1988-1991 : AS Cannes  France
- 1991-1992 : SC Toulon  France
- 1992-1993 : Olympique lyonnais  France
- 1993-1995 : Impact de Montréal  Canada
- 1995-1996 : AS Saint-Étienne  France
- 1996-1997 : AS Poissy  France[5]